# Einbahnstraße
Der Begriff Einbahnstraße (veraltet auch: Einrichtungsstraße) oder Einbahn (in Österreich) bezeichnet eine Straße, in der sich Fahrzeuge nur in eine Richtung bewegen dürfen. Durch entsprechende Verkehrszeichen wird der Verkehrsteilnehmer auf diese Verkehrsregelung hingewiesen. Die Einbahnstraßenregelung gilt für den gesamten Fahrzeugverkehr, für Radfahrer kann allerdings durch eine Zusatzbeschilderung die Fahrt entgegen der Einbahnstraße freigegeben sein. Grundsätzlich ist zwischen einer echten und einer unechten Einbahnstraße zu unterscheiden. Unechte Einbahnstraßen verbieten zwar die Einfahrt auf einer Seite, dürfen aber abseits dieser gesperrten Einfahrt von allen Fahrzeugen in beiden Richtungen befahren werden. Ein Einbahnstraßen-Schild fehlt dann. Das Gegenteil einer Einbahnstraße ist die Gegenverkehrs- oder Zweirichtungsstraße.
Das Prinzip der Einbahnstraße war bereits im antiken Rom bekannt und wurde dort zur Regelung des Verkehrs innerhalb der schmalen Gassen der Stadt verwendet. Die ersten Einbahnstraßen der Neuzeit wurden 1617 in London eingerichtet. In Wien wurde 1802 mit dem zweiten Durchbruch der Stadtmauer am Kärntnertor das erste Einbahnsystem Österreichs umgesetzt. Wegen des verstärkten Verkehrsaufkommens ließ der damalige Polizeipräsident von Berlin Traugott von Jagow in Berlin-Mitte die erste Einbahnstraße für Automobile in Deutschland einrichten: Die Friedrichstraße durfte zwischen Unter den Linden und Behrenstraße nur in südliche Richtung befahren werden.

## Zweck
Eine Einbahnstraße kann aus folgenden Gründen eingerichtet werden:
- Erhaltung der Flüssigkeit des (Kfz-)Verkehrs bei schmaler Fahrbahn und hoher (Kfz-)Verkehrsstärke,
- Ermöglichen von zusätzlichen Parkflächen für Kraftfahrzeuge, ohne den fließenden Autoverkehr zu stark zu beeinträchtigen (dies dürfte in dicht bebauten (Wohn-)Gebieten der häufigste Grund sein),
- Verringerung des Durchfahrtsverkehrs (so genannter Schleichverkehr) durch umwegreiche Führung (Verkehrsberuhigung),
- Ermöglichung hoher Geschwindigkeiten durch Reduzierung der Kollisionsgefahr mit dem Gegenverkehr (beispielsweise: Schnellstraßen) sowie
- Vermeidung von Unfallgefahren durch unübersichtliche Verkehrssituationen.

## Rechtliche Regelungen in D-A-CH

Einbahnstraßenregelung (Draufsicht)

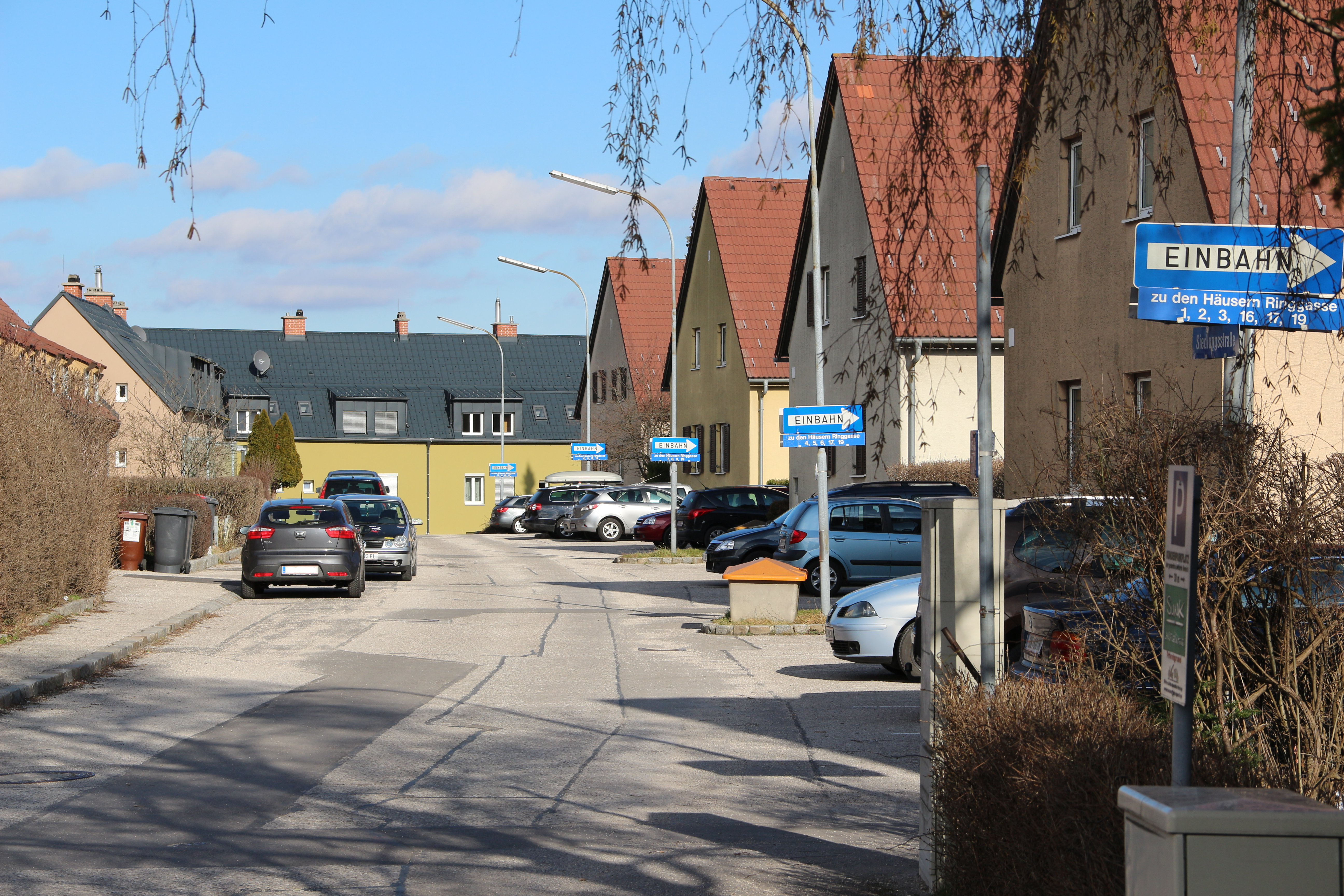
Einbahnstraßenschilder in Enzesfeld, Niederösterreich

Das Fahrverhalten innerhalb einer Einbahnstraße und deren Beschilderung werden in den Straßenverkehrsgesetzen bzw. darin benannten Verordnungen (z. B. Straßenverkehrsordnung StVO) der jeweiligen Staaten geregelt und sind weltweit weitgehend einheitlich angelegt. Durch ein Verkehrszeichen mit Pfeil-Piktogrammen und ggf. Beschriftung wird dem Verkehrsteilnehmer die Richtung der Einbahnstraße angezeigt. Das Verbot der Einfahrt (Einfahrtsverbot) in die Gegenrichtung wird in der Regel mit einem Sperrbalken oder einem durchgestrichenen Pfeil (beispielsweise in Irland) gekennzeichnet. Das Rückwärtsfahren, mit Ausnahme des (unmittelbaren) Rückwärtseinparkens („Rangieren“), oder das Umkehren ist in Einbahnstraßen nicht zulässig. Einsatzfahrzeuge können von diesen Vorschriften ausgenommen sein. Zudem kann in einer Einbahnstraße das Parken ausnahmsweise auf der linken Seite erlaubt sein, z. B. in Deutschland (§ 12 StVO).
Die Anordnung einer Einbahnstraße ist in Deutschland seit 1997 gemäß Abs. 9 (§ 45 StVO) StVO nur zulässig, „wenn auf Grund der besonderen örtlichen Verhältnisse eine Gefahrenlage besteht“. Insoweit ist es nicht zulässig, Einbahnstraßen anzuordnen, um Parkflächen für Kraftfahrzeuge zu ermöglichen.
In Österreich ist das Befahren in der Gegenrichtung durch Einsatzfahrzeuge nur dann erlaubt, wenn „der Einsatzort anders nicht oder nicht in der gebotenen Zeit erreichbar ist“.
Kreisverkehre und Autobahnen (Richtungsfahrbahn) sind streng genommen keine Einbahnstraßen im eigentlichen Sinne, da die entsprechende Beschilderung fehlt. Die Verkehrsregeln definieren allerdings für diese Straßen einen Einrichtungsverkehr. Auch Richtungsfahrbahnen (üblicherweise an Straßen mit zwei, baulich voneinander getrennten Fahrbahnen) sind keine Einbahnstraßen.

Beschilderung in den Ländern D-A-CH
Zeichen 220-20 Einbahnstraße – rechts in Deutschland
Hinweiszeichen 10 Einbahn Fahrtrichtung rechts in Österreich
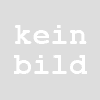
Ein beschriftetes Einbahnstrassenschild gibt es in der Schweiz nicht
Zeichen 353 Einbahnstraße in Deutschland wird nicht mehr angeordnet und verlor am 1. November 2022 seine Gültigkeit.[7]
Hinweiszeichen 7 Ende des Gegenverkehrs in Österreich
Hinweissignal 4.08 Einbahnstrasse in der Schweiz
Zeichen 267 Verbot der Einfahrt in Deutschland
Vorschriftszeichen 2 Einfahrt verboten in Österreich
Vorschriftssignal 2.02 Einfahrt verboten in der Schweiz

## Kritik und Nachteile

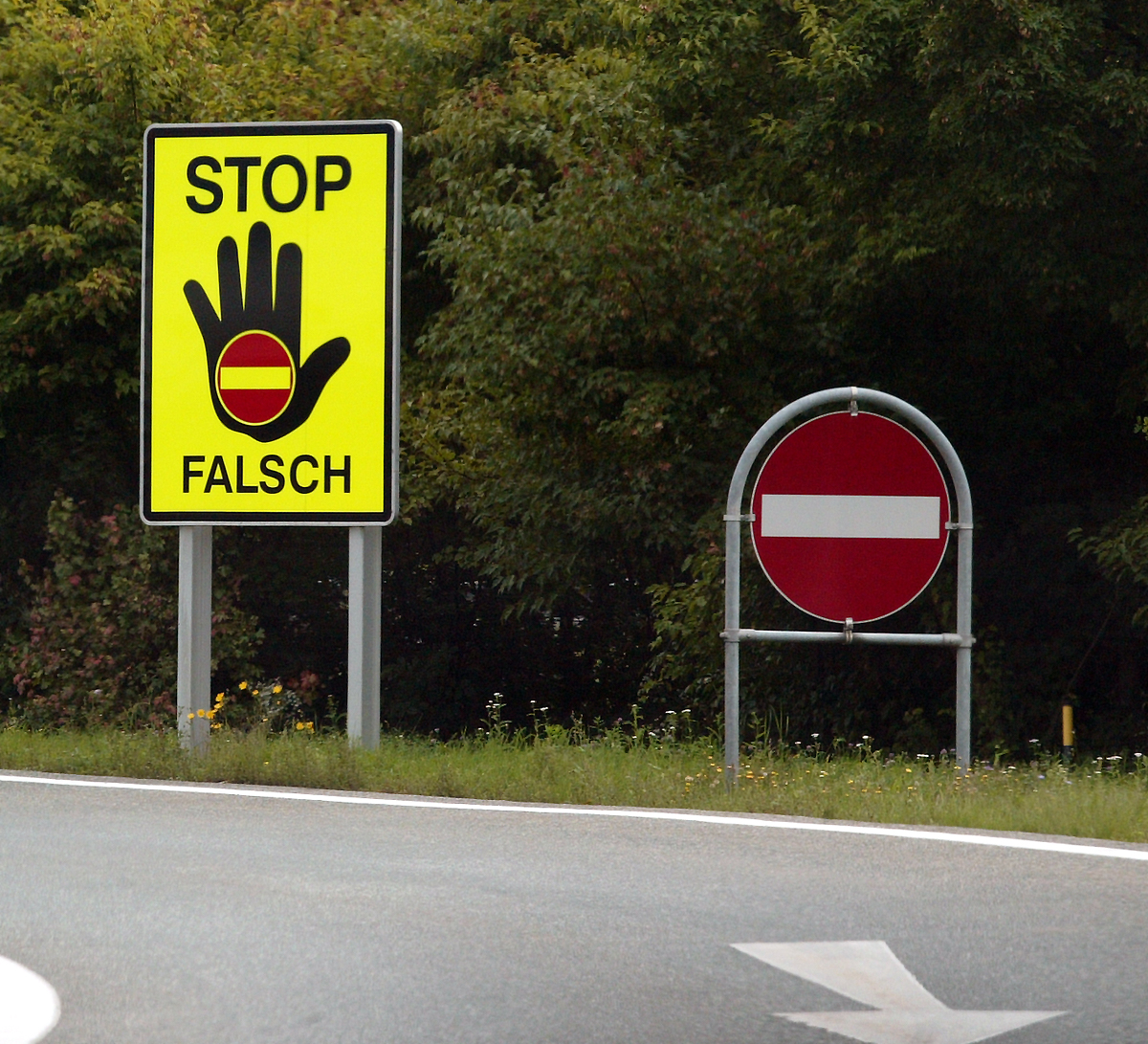
Hinweis auf Falschfahrt

Kritiker bemängeln die unnötige Überregulierung des innerörtlichen Verkehrs aufgrund der Einrichtung von Einbahnstraßen. Es können lange Umwegstrecken anfallen und damit an manchen Stellen neue Verkehrsbelastungen entstehen. Besonders umwegempfindliche Verkehrsteilnehmer, wie etwa Radfahrer, werden bei einer fehlenden Freigabe für die Fahrt in Gegenrichtung behindert, da nicht jede Einbahnstraße für den Radverkehr in Gegenrichtung freigegeben werden kann.
Aufgrund von Unachtsamkeit (unübersichtliche Beschilderung) oder Vorsatz kann es zu Falschfahrten in die Gegenrichtung kommen. Durch entsprechende auffällige Beschilderung oder andere bauliche Maßnahmen wird versucht, dieser Problematik entgegenzusteuern.

## Freigabe einer Einbahnstraße für ausgewählten Gegenverkehr

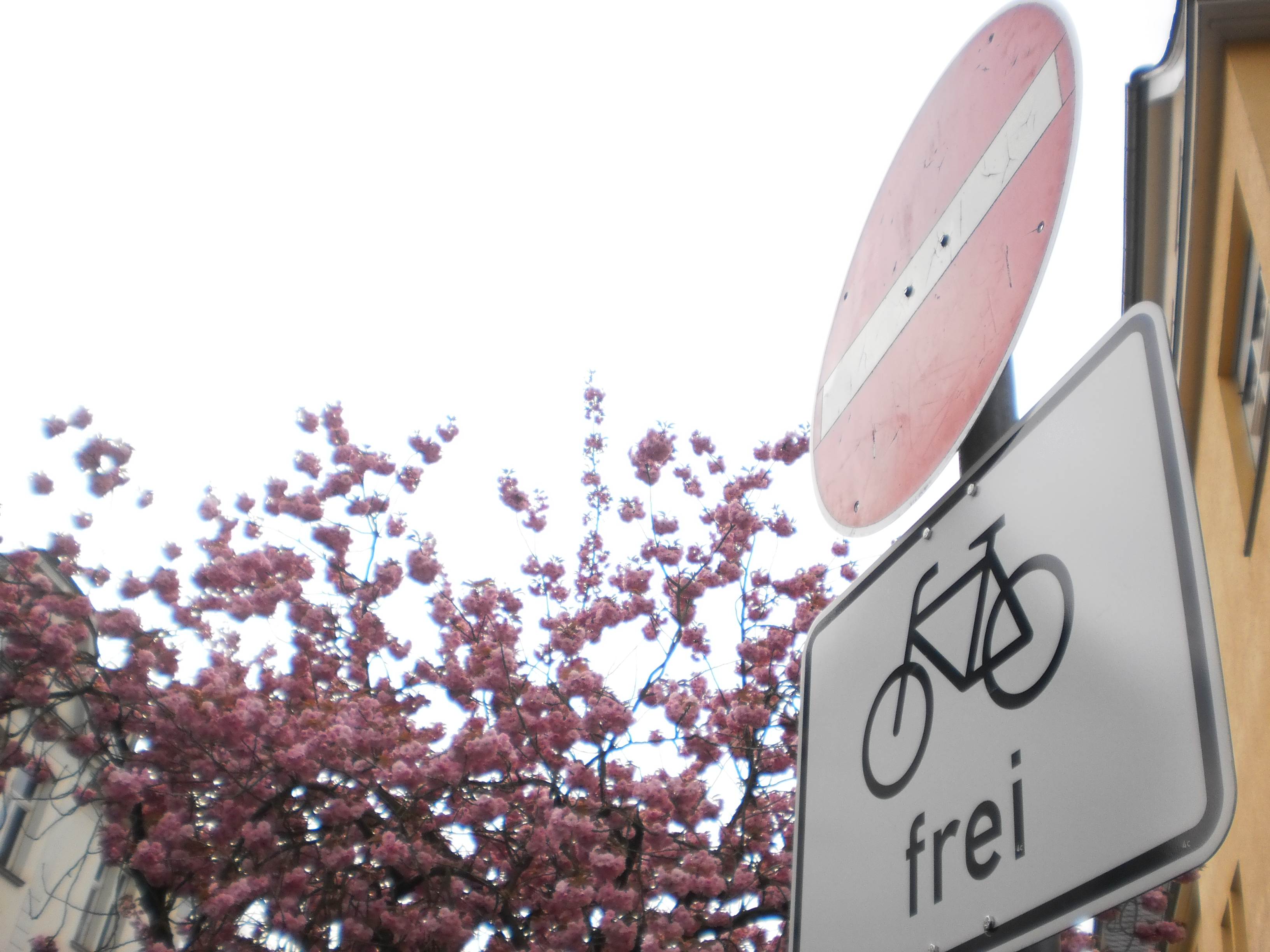
Öffnung von Einbahnstraßen in beide Richtungen für Radverkehr mit Zusatzzeichen 1022-10

Ist die Nutzung entgegen der Einbahnstraße, beispielsweise für Radfahrer oder Linienbusse, zugelassen, so wird dies mit Hilfe eines Zusatzzeichens angezeigt. In Deutschland soll eine Freigabe für den Radverkehr auf der Fahrbahn einer Einbahnstraße erfolgen, wenn die Einbahnstraße ausreichend breit ist, die zulässige Höchstgeschwindigkeit maximal 30 km/h beträgt und die Verkehrsführung im Streckenverlauf sowie an Kreuzungen und Einmündungen übersichtlich ist. Diese Voraussetzungen greifen jedoch nur bei der Freigabe echter Einbahnstraßen. Unechte Einbahnstraßen dürfen ohnehin in beide Richtungen befahren werden, hier bezieht sich die Radfahrer-Freigabe nur auf das Verbot der Einfahrt (Zeichen 267), das an einem Ende der Straße bzw. des Abschnitts steht.

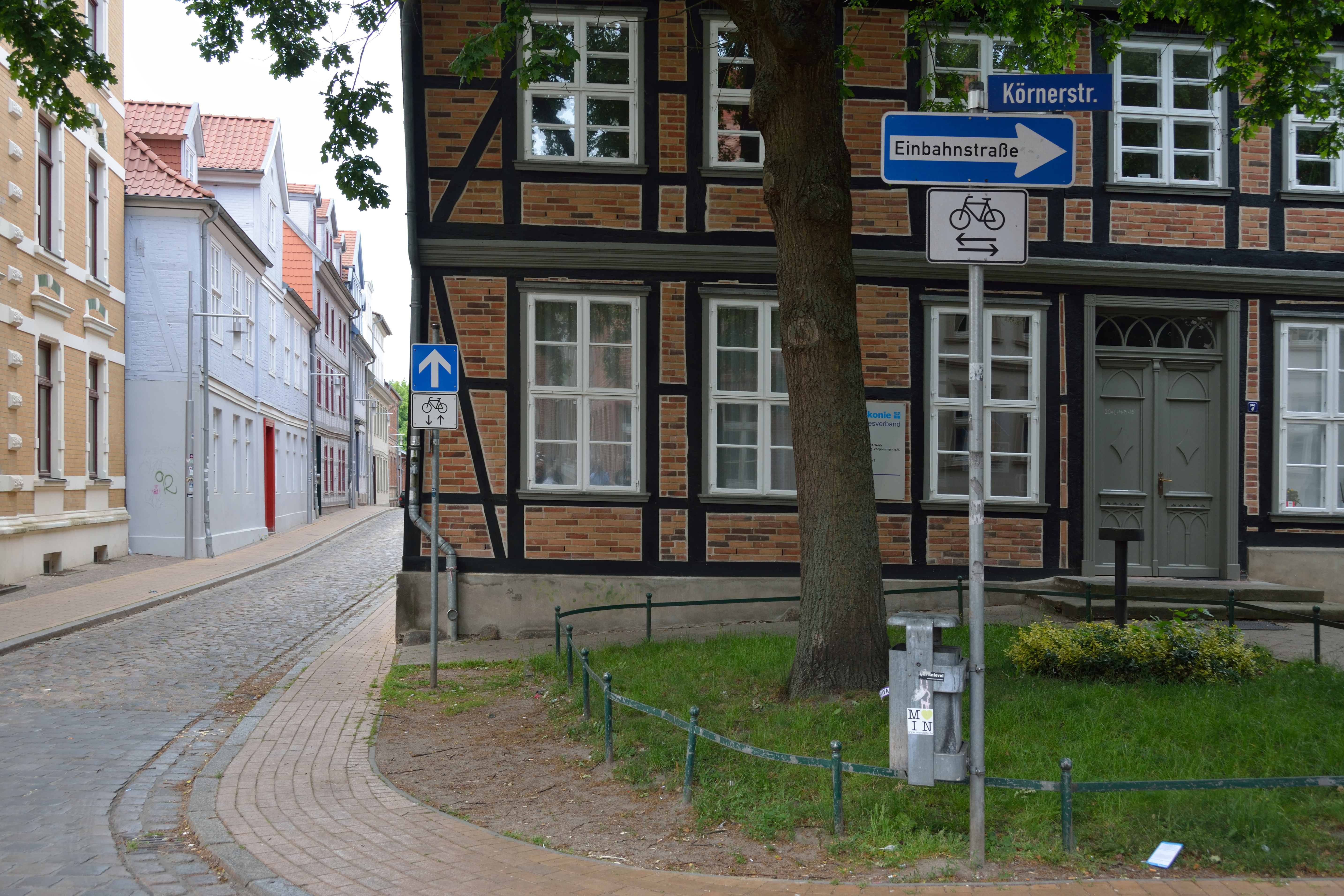
Zwei für Radfahrer freigegebene Einbahnstraßen in Schwerin 2015 (das unbeschriftete Schild im Hintergrund ist zum 1. November 2022 ausgelaufen, vgl. im Artikel oben)

Ähnliche Regelungen gibt es in der Schweiz, den Niederlanden (siehe Bild oben), Dänemark und anderen Ländern. Darüber hinaus kann ein Fahren gegen die Einbahnrichtung auf eigenen Flächen ermöglicht werden, z. B. auf einem Radweg oder einem markierten oder durch Parkstände von der Fahrbahn getrennten Radfahrstreifen. An Knotenpunkten kann dies allerdings zu Unfällen führen, wenn Verkehrsteilnehmer aus den Seitenstraßen nicht ausreichend auf diese Regelung hingewiesen werden.

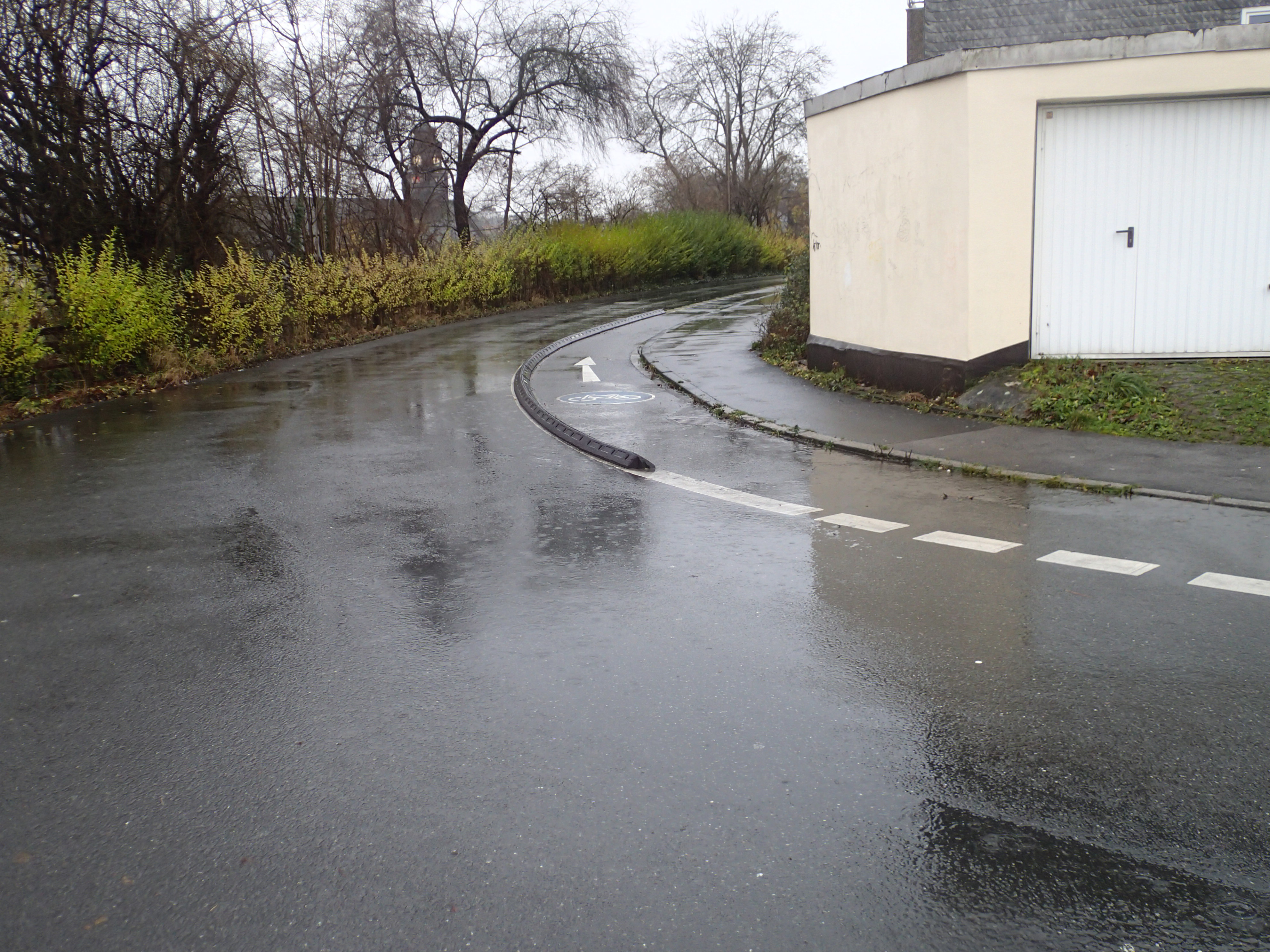
Mittels Leitschwelle kann verhindert werden, dass Kraftfahrer in Linkskurven einer Einbahnstraße das Rechtsfahrgebot missachten und dadurch entgegenkommende Radfahrer gefährden.

Die Regelung mit Freigabe für Radverkehr entgegen der Einbahnrichtung auf der Fahrbahn ist bei Tempo 30 jedoch sicherer als das ansonsten häufig anzutreffende unerlaubte Nutzen von Gehwegen durch Radfahrer. Bei nicht freigegebenen Einbahnstraßen sind daher Unfälle an Knotenpunkten, Grundstückszufahrten und mit Fußgängern häufiger.

## Einbahnstraßen mit wechselnder Fahrtrichtung

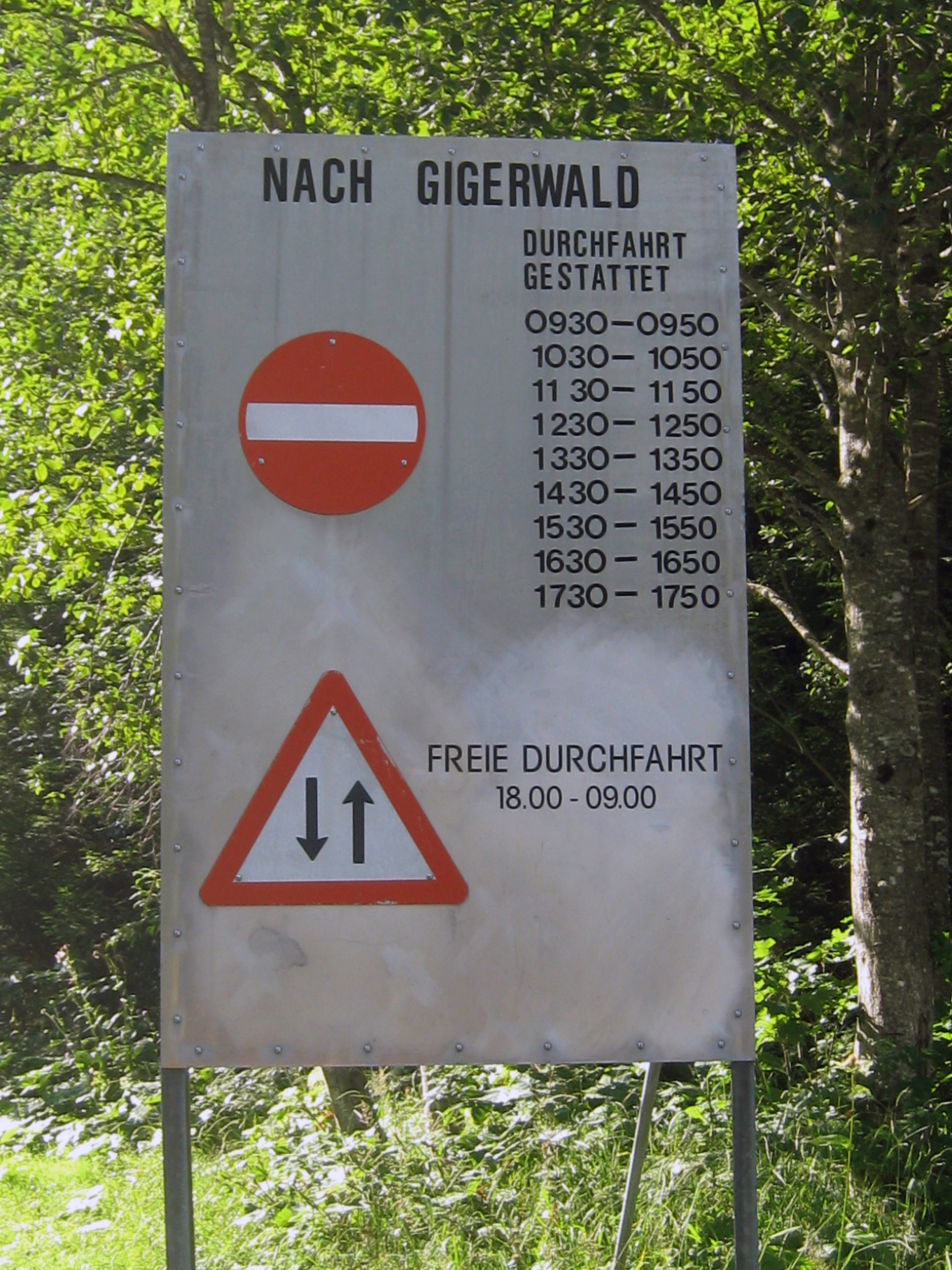
Verbindungsstraße von St. Martin im Calfeisental nach Gigerwald

In Hamburg gibt es eine unechte Einbahnstraße, auf der tageszeitabhängig die Fahrtrichtung gewechselt wird. Im Straßenzug Herbert-Weichmann-Straße – Sierichstraße kann man zwischen 4 Uhr morgens und 12 Uhr mittags nur stadteinwärts und zwischen 12 Uhr mittags und 4 Uhr morgens nur stadtauswärts einfahren. Streng genommen handelt es sich jedoch nicht um eine echte Einbahnstraße, da das Zeichen 220 fehlt. Somit ist nur das Verbot der Einfahrt tageszeitabhängig.
Der Messeschnellweg in Hannover wird beispielsweise für den An- und Abreiseverkehr während großer Messen in weiten Teilen als zeitweise Einbahnstraße geregelt.

## Einrichtungs-Fußwege
In der Pariser Metro (U-Bahn) gibt es mitunter Gänge für Passagiere, die nur in einer Richtung begangen werden sollen, um große Personenströme sicher zu lenken. 2018 wurde bekannt, dass eine Frau für das Gehen in der falschen Richtung 60 Euro Strafe zahlen musste.